# Konstytucja Wolnego Miasta Krakowa (1833)

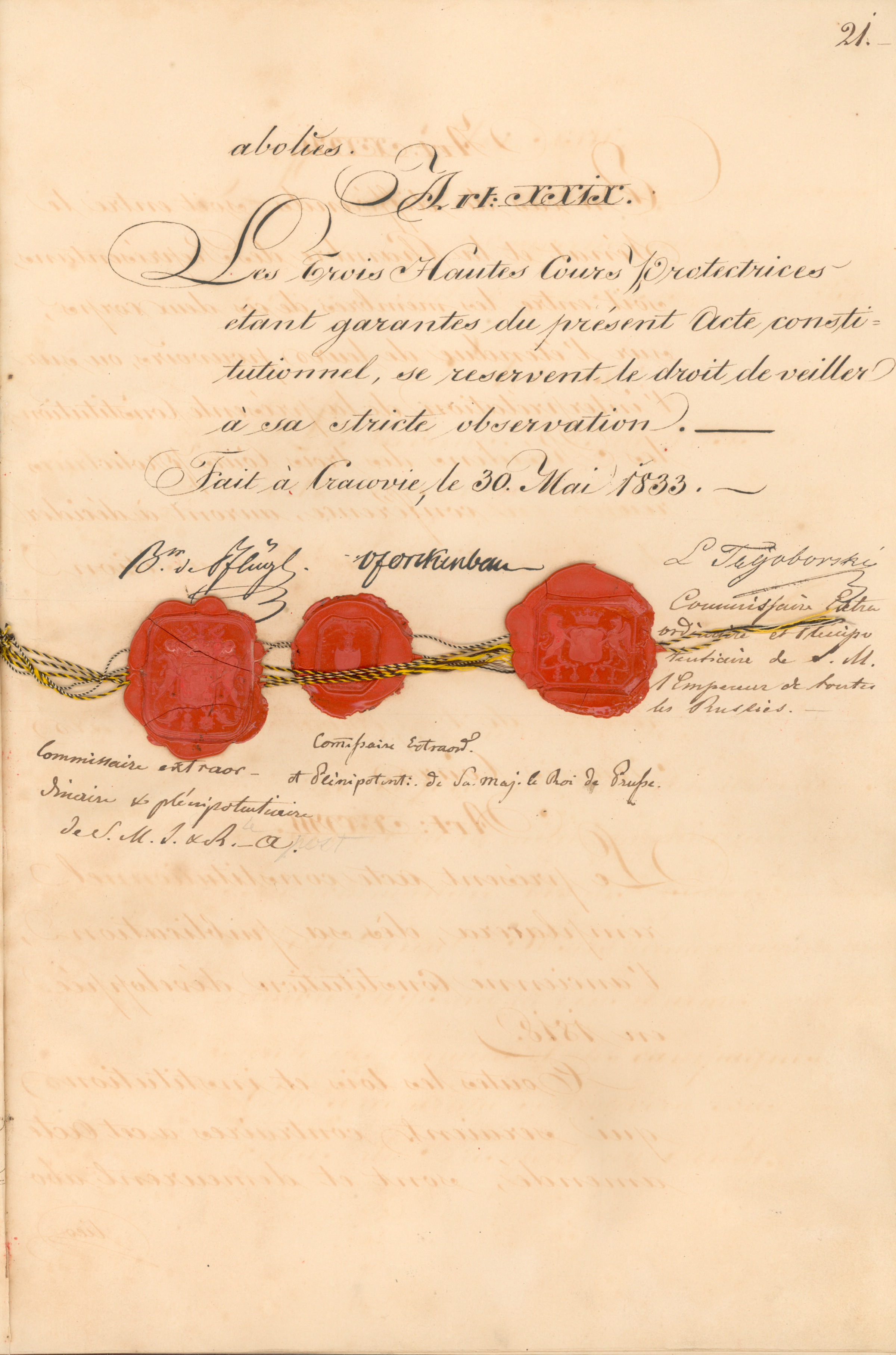
Konstytucja Wolnego Miasta Krakowa z 1833 roku

Konstytucja Wolnego Miasta Krakowa z 11 września 1833 roku – ustawa regulująca ustrój prawny Wolnego Miasta Krakowa w latach 1833–1846.
Ogłoszona została uroczyście w rocznicę proklamacji konstytucji Wolnego Miasta z 1818 roku, ale nosiła datę 29 lipca, a faktycznie jej projekt został zaaprobowany przez mocarstwa zaborcze już w lutym 1833 roku. Zastąpienie dotychczas obowiązującej ustawy zasadniczej nastąpiło po powstaniu listopadowym, z którym obywatele miasta sympatyzowali. W czasie powstania wielu młodych mężczyzn przyłączyło się do niego, a przemarsz wycofujących się z Królestwa Kongresowego oddziałów polskich przez Kraków posłużył jako pretekst do okupacji miasta przez wojska rosyjskie.
Już w 1831 kanclerz Austrii Metternich zaproponował powołanie tzw. Konferencji Rezydentów, która miałaby sprawować kontrolę nad Krakowem. Projekt nowej konstytucji opracowany został w listopadzie 1832 roku. W marcu 1833 roku powołana została Komisja Reorganizacyjna, w której skład weszli przedstawiciele trzech zaborców: Wilhelm Pflügl (Austria), August Forckenbeck (Prusy) i Ludwik Tęgoborski (Rosja). Komisja przeprowadziła czystkę w Senacie Rządzącym.
Nowa konstytucja zawierała zmienioną definicję neutralności Wolnego Miasta, pozwalającą na bardzo szeroką interpretację. Wybór prezesa Senatu oddano pod zatwierdzenie reprezentantom „dworów opiekuńczych”, a Zgromadzenie Reprezentantów miało być odtąd zwoływane co trzy lata, a nie co rok. Liczbę posłów ograniczono do 30, zniesiono jawność obrad i tajne głosowanie. Nowa konstytucja nie gwarantowała także wolności druku.
W 1837 roku zmiany ustrojowe uzupełnił nowy statut Zgromadzenia Reprezentantów, któremu odebrano prawo wybierania senatorów, prezesa Senatu i urzędników sądowych. Coraz bardziej także powiększano kompetencje Konferencji Rezydentów, przyznając jej prawo odrzucania kandydatur na senatorów (później, od 1843 roku, Konferencja wprost ich nominowała).
Celem konstytucji było zwiększenie kontroli mocarstw zaborczych nad życiem politycznym Krakowa. Przestała obowiązywać wraz z przyłączeniem Wolnego Miasta do Austrii.